# Samsam al-Saltana
Nadjaf Kuli Khan o Samsam al-Saltana (vers 1846 - 1930) fou un cap bakhtiyar que fou per dues vegades primer ministre de Pèrsia. El seu pare Husayn Kuli Khan fou conegut amb el malnom d'Il-kani perquè fou el primer cap que va portar oficialment el títol d'il-kan dels bakhtiyaris concedit per la cort imperial persa; Il-kani fou enverinat per Zill al-Sultan, el famós governador d'Esfahan, que el considerava un rival perillós. Samsam va portar el títol d'Ilbeg dels bakhtiyaris, concedit el 1903 i elevat el 1905 a il-kan.
Samsam i el seu germà Sardar-i Asad van intervenir a la revolució constitucional persa; el 1908 els constitucionalistes van demanar el seu suport en contra del governador Ikbal al-Dawla, nomenat pel reaccionari xa Muhàmmad-Alí Xah Qajar (1907-1909). El gener del 1909 Samsam, amb un contingent bakhtiyari, va ocupar Esfahan i es va proclamar governador, demanant el reconeixement del xa que li fou refusat. El 3 de maig va anunciar que havia decidit marxar a Teheran i obligar al xa a restablir el règim constitucional. Va ocupar la capital el 13 de juliol amb la cooperació de les forces revolucionàries de Sipahdar-i Azam que venien de Rasht. El xa fou deposat (sent posat al tron Ahmad Xah Qajar) i Samsam fou reconegut governador d'Esfahan.
L'estiu del 1911 va córrer la notícia del retorn de Muhàmmad-Alí Xah Qajar i Samsam va entrar al govern de Sipahdar-i Azam (conegut també com a Muhammad Wali Khan Tonekaboni) com a ministre de la guerra. El 19 de juliol es va proclamar l'estat de setge i la llei marcial i Samsam va rebre poders extraordinaris. El 26 de juliol va esdevenir primer ministre sense perdre el ministeri de la guerra, i va mobilitzar als bakhtiyaris per combatre a l'ex xa. Les seves peticions de diners van provocar l'amenaça de dimissió de Morgan Shuster, el tresorer general americà. L'agost i setembre, amb el suport del revolucionari armeni Yifrim Khan, Samsam va derrotar les forces de Muhàmmad-Alí Xah Qajar. L'enfrontament amb Shuster, que volia reformar les finances del país, va continuar; Shuster va intentar cobrar impostos a diversos prínceps i el 2 de novembre Rússia va protestar formalment quan va voler cobrar a Shua al-Saltana, que tot i que rebel, estava sota protecció russa. Rússia va presentar un ultimàtum exigint el cessament de Shuster i el Majlis finalment va acceptar la seva destitució amb el suport de Samsam i el seu gabinet, i del regent Nasir al-Mulk. Samsam va restar al front del govern fins al gener del 1913 quan va dimitir. El juliol del mateix anys la gendarmeria de nova creació va expulsar els bakhtiyaris armats de Teheran.
El maig de 1918 Samsam fou cridat altre cop a formar govern; el gabinet fou de caràcter nacionalista i va abrogar els tractats amb Rússia i totes les concessions acordades a aquesta país en temps del tsar. Però això va afectar altres interessos estrangers provocant la caiguda de Samsam que fou substituït per Wuthuk al-Dawla (5 d'agost de 1918), signant aquest l'acord anglopersa de l'agost del 1919.
L'estiu de 1921 Samsam fou nomenat governador de Khorasan en el lloc del governador militar coronel Muhammad Taki Khan Pasyan, però aquest va refusar deixar el càrrec i no va poder prendre possessió. Va morir el 1930 quan feia de mediador entre el govern central i les tribus bakhtiyaris en una disputa.